# بوريسلاف نيكولوف
بوريسلاف نيكولوف (بالبلغارية: Борислав Николов)‏ هو لاعب كرة قدم بلغاري في مركز الدفاع، ولد في 3 فبراير 1992 في رادومير في بلغاريا. لعب مع أكاداميك صوفيا وسسكا صوفيا.

## وصلات خارجية
- بوريسلاف نيكولوف على موقع قاعدة بيانات كرة القدم.إي يو (الإنجليزية)
- بوريسلاف نيكولوف على موقع Soccerway.com (الإنجليزية)